# Bollo de crema hongkonés
El bollo de crema es un tipo de pastel chino. Es una de las recetas más comunes de pastel en Hong Kong, encontrándose también en la mayoría de panaderías de los barrios chinos extranjeros. El bollo tiene un relleno de crema de mantequilla o nata montada en el centro con coco espolvoreado por fuera.
Sus variantes incluyen el cuerno de crema, un pastel con forma espiral, parecido a un cuerno o cucurucho, relleno de crema.
- Datos: Q2643588
- Multimedia: Hong Kong cream bun / Q2643588